# Фабіу Коентрау
Фа́біу Коентра́у (порт. Fábio Coentrão, нар. 11 березня 1988, Віла-ду-Конді) — португальський футболіст, лівий захисник португальського клубу «Ріу-Аве».

## Клубна кар'єра

### «Ріу-Аве»
Вихованець футбольної школи клубу «Ріу-Аве». Дорослу футбольну кар'єру розпочав 2005 року в основній команді того ж клубу, в якій провів два сезони, взявши участь у 29 матчах чемпіонату. 

### «Бенфіка»
2007 року молодий футболіст уклав контракт з одним з португальських грандів, «Бенфікою». Відразу закріпитися у складі головної команди лісабонського клубу не вдалося і футболіста було відправлено в оренду, спочатку до «Насьонала», згодом до представника іспанської Сегунди «Реал Сарагоса», а на початку 2009 року — до його «рідного» «Ріу-Аве».
Улітку 2009 року гравець повернувся до «Бенфіки», де почав на регулярній основі потрапляти до стартового складу команди.

### «Реал»
До складу клубу мадридського «Реала» приєднався 2011 року. За чотири сезони відіграв за «королівський клуб» 55 матчів в національному чемпіонаті. Поступово все рідше став виходити на поле за «Реал» і 26 серпня 2015 року погодився приєднатися на умовах оренди до складу «Монако». Влітку 2016 року повернувся до «Реала», проте місця в основному складі не отримав, провівши за сезон в усіх турнірах лише 6 матчів. Влітку 2017 року знову був відданий в оренду, цього разу до лісабонського «Спортінга».

### Повернення до «Ріу-Аве»
31 серпня 2018 року на правах вільного агента уклав однорічний контракт зі своїм рідним клубом «Ріу-Аве».

## Виступи за збірні
2005 року дебютував у складі юнацької збірної Португалії, взяв участь у 7 іграх на юнацькому рівні, відзначившись 5 забитими голами.
Протягом 2007–2010 років залучався до складу молодіжної збірної Португалії. На молодіжному рівні зіграв у 11 офіційних матчах, забив 6 голів.
2009 року дебютував в офіційних матчах у складі національної збірної Португалії. Наразі провів у формі головної команди країни 52 матчі, забивши 5 голів. У складі збірної був учасником чемпіонату світу 2010 у ПАР, чемпіонату Європи 2012 в Україні і Польщі, чемпіонату світу 2014 у Бразилії.
| Дата       | Місто         | Господарі            | Результат               | Гості                | Турнір                | Голи | Примітки |
| ---------- | ------------- | -------------------- | ----------------------- | -------------------- | --------------------- | ---- | -------- |
| 14-11-2009 | Лісабон       | Португалія           | 1 – 0                   | Боснія і Герцеговина | Відбір до ЧС 2010     | -    | 69'      |
| 24-05-2010 | Ковілян       | Португалія           | 0 – 0                   | Кабо-Верде           | товариський матч      | -    |          |
| 01-06-2010 | Ковілян       | Португалія           | 3 – 1                   | Камерун              | товариський матч      | -    | 63'      |
| 08-06-2010 | Йоганнесбург  | Португалія           | 3 – 0                   | Мозамбік             | товариський матч      | -    | 86'      |
| 15-06-2010 | Порт-Елізабет | Кот-д'Івуар          | 0 – 0                   | Португалія           | ЧС 2010 - 1-й етап    | -    |          |
| 21-06-2010 | Кейптаун      | Португалія           | 7 – 0                   | Північна Корея       | ЧС 2010 - 1-й етап    | -    |          |
| 25-06-2010 | Дурбан        | Португалія           | 0 – 0                   | Бразилія             | ЧС 2010 - 1-й етап    | -    | 45'      |
| 29-06-2010 | Кейптаун      | Іспанія              | 1 – 0                   | Португалія           | ЧС 2010 - 1/8 фіналу  | -    |          |
| 03-09-2010 | Гімарайнш     | Португалія           | 4 – 4                   | Кіпр                 | Відбір до ЧЄ 2012     | -    |          |
| 08-10-2010 | Порту         | Португалія           | 3 – 1                   | Данія                | Відбір до ЧЄ 2012     | -    |          |
| 12-10-2010 | Рейк'явік     | Ісландія             | 1 – 3                   | Португалія           | Відбір до ЧЄ 2012     | -    |          |
| 09-02-2011 | Женева        | Аргентина            | 2 – 1                   | Португалія           | товариський матч      | -    |          |
| 26-03-2011 | Лейрія        | Португалія           | 1 – 1                   | Чилі                 | товариський матч      | -    | 56'      |
| 29-03-2011 | Авейру        | Португалія           | 2 – 0                   | Фінляндія            | товариський матч      | -    | 61'      |
| 04-06-2011 | Лісабон       | Португалія           | 1 – 0                   | Норвегія             | Відбір до ЧЄ 2012     | -    |          |
| 10-08-2011 | Фару          | Португалія           | 5 – 0                   | Люксембург           | товариський матч      | 1    |          |
| 02-09-2011 | Нікосія       | Кіпр                 | 0 – 4                   | Португалія           | Відбір до ЧЄ 2012     | -    |          |
| 11-11-2011 | Зениця        | Боснія і Герцеговина | 0 – 0                   | Португалія           | Відбір до ЧЄ 2012     | -    |          |
| 15-11-2011 | Лісабон       | Португалія           | 6 – 2                   | Боснія і Герцеговина | Відбір до ЧЄ 2012     | -    | 40'      |
| 29-02-2012 | Варшава       | Польща               | 0 – 0                   | Португалія           | товариський матч      | -    | 21'      |
| 26-05-2012 | Лейрія        | Португалія           | 0 – 0                   | Північна Македонія   | товариський матч      | -    |          |
| 02-06-2012 | Лісабон       | Португалія           | 1 – 3                   | Туреччина            | товариський матч      | -    |          |
| 09-06-2012 | Львів         | Німеччина            | 1 – 0                   | Португалія           | ЧЄ 2012 - 1-й етап    | -    | 60'      |
| 13-06-2012 | Львів         | Данія                | 2 – 3                   | Португалія           | ЧЄ 2012 - 1-й етап    | -    |          |
| 17-06-2012 | Харків        | Португалія           | 2 – 1                   | Нідерланди           | ЧЄ 2012 - 1-й етап    | -    |          |
| 21-06-2012 | Варшава       | Чехія                | 0 – 1                   | Португалія           | ЧЄ 2012 - чвертьфінал | -    |          |
| 27-06-2012 | Донецьк       | Португалія           | 0 – 0 д.ч. (2 – 4 п.п.) | Іспанія              | ЧЄ 2012 - півфінал    | -    | 45'      |
| 15-08-2012 | Фару          | Португалія           | 2 – 0                   | Панама               | товариський матч      | -    |          |
| 07-09-2012 | Люксембург    | Люксембург           | 1 – 2                   | Португалія           | Відбір до ЧС 2014     | -    |          |
| 11-09-2012 | Брага         | Португалія           | 3 – 0                   | Азербайджан          | Відбір до ЧС 2014     | -    |          |
| 12-10-2012 | Москва        | Росія                | 1 – 0                   | Португалія           | Відбір до ЧС 2014     | -    | 20'      |
| 06-02-2013 | Гімарайнш     | Португалія           | 2 – 3                   | Еквадор              | товариський матч      | -    | 90+3'    |
| 22-03-2013 | Тель-Авів     | Ізраїль              | 3 – 3                   | Португалія           | Відбір до ЧС 2014     | 1    | 58'      |
| 26-03-2013 | Баку          | Азербайджан          | 0 – 2                   | Португалія           | Відбір до ЧС 2014     | -    |          |
| 07-06-2013 | Лісабон       | Португалія           | 1 – 0                   | Росія                | Відбір до ЧС 2014     | -    |          |
| 10-06-2013 | Женева        | Хорватія             | 0 – 1                   | Португалія           | товариський матч      | -    | 62'      |
| 14-08-2013 | Фару          | Португалія           | 1 – 1                   | Нідерланди           | товариський матч      | -    | 90'      |
| 06-09-2013 | Белфаст       | Північна Ірландія    | 2 – 4                   | Португалія           | Відбір до ЧС 2014     | -    | 59'      |
| 10-09-2013 | Фоксборо      | Бразилія             | 3 – 1                   | Португалія           | товариський матч      | -    | 54'      |
| 15-10-2013 | Коїмбра       | Португалія           | 3 – 0                   | Люксембург           | Відбір до ЧС 2014     | -    | 75'      |
| 15-11-2013 | Лісабон       | Португалія           | 1 – 0                   | Швеція               | Відбір до ЧС 2014     | -    |          |
| 19-11-2013 | Стокгольм     | Швеція               | 2 – 3                   | Португалія           | Відбір до ЧС 2014     | -    | 52'      |
| 05-03-2014 | Лейрія        | Португалія           | 5 – 1                   | Камерун              | товариський матч      | 1    | 34'      |
| 06-06-2014 | Фоксборо      | Мексика              | 0 – 1                   | Португалія           | товариський матч      | -    | 76'      |
| 10-06-2014 | Іст-Ратерфорд | Ірландія             | 1 – 5                   | Португалія           | товариський матч      | 1    |          |
| 16-06-2014 | Салвадор      | Німеччина            | 4 – 0                   | Португалія           | ЧС 2014 - 1-й етап    | -    | 65'      |
| 07-09-2014 | Авейру        | Португалія           | 0 – 1                   | Албанія              | Відбір до ЧЄ 2016     | -    |          |
| 29-03-2015 | Лісабон       | Португалія           | 2 – 1                   | Сербія               | Відбір до ЧЄ 2016     | 1    | 41' 78'  |
| 13-06-2015 | Єреван        | Вірменія             | 2 – 3                   | Португалія           | Відбір до ЧЄ 2016     | -    | 72'      |
| 16-06-2015 | Женева        | Італія               | 0 – 1                   | Португалія           | товариський матч      | -    | 24'      |
| Усього     |               | Матчів               | 50                      |                      | Голів                 | 5    |          |

## Досягнення
«Бенфіка»
- Чемпіон Португалії: 2009-10
- Володар Кубка португальської ліги: 2009-10, 2010-11

«Реал Мадрид»
- Чемпіон Іспанії: 2011-12, 2016-17
- Володар Суперкубка Іспанії: 2012
- Володар Кубка Іспанії: 2013-14
- Переможець Ліги Чемпіонів УЄФА: 2013-14, 2016-17
- Володар Суперкубка УЄФА: 2014, 2016
- Переможець клубного чемпіонат світу з футболу: 2014, 2016

«Спортінг»
- Володар Кубка португальської ліги: 2017-18